# Arriving Somewhere...
Arriving Somewhere... е първото DVD с изпълнения на живо на британската прогресив рок група Porcupine Tree, издадено през 2006 година. Освен него към 2015 година има само още едно, Anesthetize от 2010 година.
Диск #1 е пълен запис на шоуто от турнето към албума Deadwing, заснето от Studio M с девет камери с висока разделителна способност в концертната зала „Парк Уест“ в Чикаго на 11 – 12 октомври 2005. Саунтракът е миксиран в стерео и 5.1 съраунд саунд от фронтмена на групата Стивън Уилсън, и мастериран от Дарси Пропър.
Диск #2 съдържа изпълнения на живо в германското телевизионно шоу Rockpalast, промоционално видео за песента Lazarus, заснетите на живо видеа за фон на три песни, изпълнението на Cymbal Song от Гевин Харисън и фотогалерия с над 100 снимки. От април 2007 г., саундтракът на дивидито е достъпен във файлови формати FLAC и MP3 от онлайн магазина на групата. Аудио изданието е сред първите десет в класацията „Топ албуми на 2007“ на уебсайта Rate Your Music. На 21 април 2008 г., дивидито е публикувано повторно от лейбъла Kscope на същия ден с планираното излизане на DVD-A изданието на албума Lightbulb Sun.

## Списък на песните

### Диск #1
1. Revenant – 3:04 (B-Side от Deadwing)
2. Open Car – 4:46 (от Deadwing)
3. Blackest Eyes – 4:41 (от In Absentia)
4. Lazarus – 4:06 (от Deadwing)
5. Hatesong – 9:14 (от Lightbulb Sun)
6. Don't Hate Me – 8:38 (от Stupid Dream)
7. Mother and Child Divided – 5:11 (B-Side от Deadwing)
8. Buying New Soul – 7:17 (B-Side от Lightbulb Sun)
9. So-Called Friend – 4:55 (B-Side от Deadwing)
10. Arriving Somewhere but Not Here – 12:57 (от Deadwing)
11. Heartattack in a Lay-by – 4:07 (от In Absentia)
12. Start of Something Beautiful – 7:19 (от Deadwing)
13. Halo – 6:42 (от Deadwing)
14. The Sound of Muzak – 5:14 (от In Absentia)
15. Even Less – 6:54 (от Stupid Dream)
16. Trains – 7:18 (от In Absentia)
17. End Credits (специален алтернативен микс на Mother and Child Divided) – 2:05

### Диск #2
1. Futile от излъченото в Rockpalast – 6:09 (B-Side от In Absentia)
2. Radioactive Toy от излъченото в Rockpalast – 5:59 (от On the Sunday of Life)
3. Lazarus – промоклип, режисьор Ласе Хой – 3:57
4. The Start of Something Beautiful – лайв филм, режисьори Пжемислав Вшебор и Ласе Хойл – 7:10
5. Halo – лайв филм, режисьор Ласе Хойл – 5:54
6. Mother and Child Divided – лайв филм, режисьор Ласе Хойл – 4:56
7. Cymbal Song от Гевин Харисън – 3:57
8. Фотогалерия с ексклузивна ембиънт музика от Ричард Барбиери и Стивън Уилсън – 9:21

## Версия за сваляне
Саундтракът към дивидито Arriving Somewhere..., записан в Парк Уест, Чикаго на 11–12 октомври 2005. Миксиран от Стивън Уилсън в студиото No Man's Land Studios, Великобритания. Мастериран от Дарси Пропър в студио Galaxy Studios, Белгия.

### Диск #1
1. Revenant – 3:04
2. Open Car – 4:46
3. Blackest Eyes – 4:41
4. Lazarus – 4:06
5. Hatesong – 9:14
6. Don't Hate Me – 8:38
7. Mother and Child Divided – 5:11
8. Buying New Soul – 7:17
9. So Called Friend – 4:55

### Диск #2
1. Arriving Somewhere But Not Here – 12:57
2. Heartattack in a Lay-by – 4:07
3. Start of Something Beautiful – 7:19
4. Halo – 6:42
5. The Sound of Muzak – 5:14
6. Even Less – 6:54
7. Trains – 7:18
8. End Credits (Mother and Child Divided) – 2:05

## Изпълнители
- Стивън Уилсън – китари, вокали
- Ричард Барбиери – клавишни
- Колин Едуин – бас китара
- Гевин Харисън – барабани
- Джон Уесли – китари, вокали